# Villanúa
Villanúa (prononcer en français Villanoua) ou Bellanuga (en aragonais) est une commune d'Espagne dans la communauté autonome d'Aragon, province de Huesca, où la vallée de l'Aragon s'élargit.
Aux pieds du pic Collarada (2 886 m), altitude : 953 m et 58,2 km2.
Elle avait, en 2018, 447 habitants. C'est une localité touristique près de Jaca et les stations de ski de Candanchú et Astún, et à 12 km de la frontière française par le tunnel du Somport.

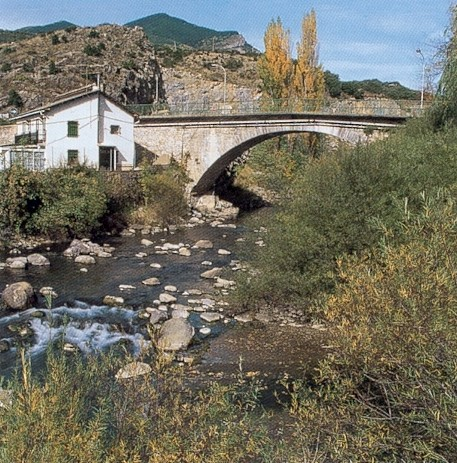
L’ancien pont à Villanúa, sur l’Aragon

## Géographie
Le territoire de la commune se situe dans le massif montagneux des Pyrénées. Administrativement la localité se trouve au nord de l'Aragon dans la comarque de Jacetania.

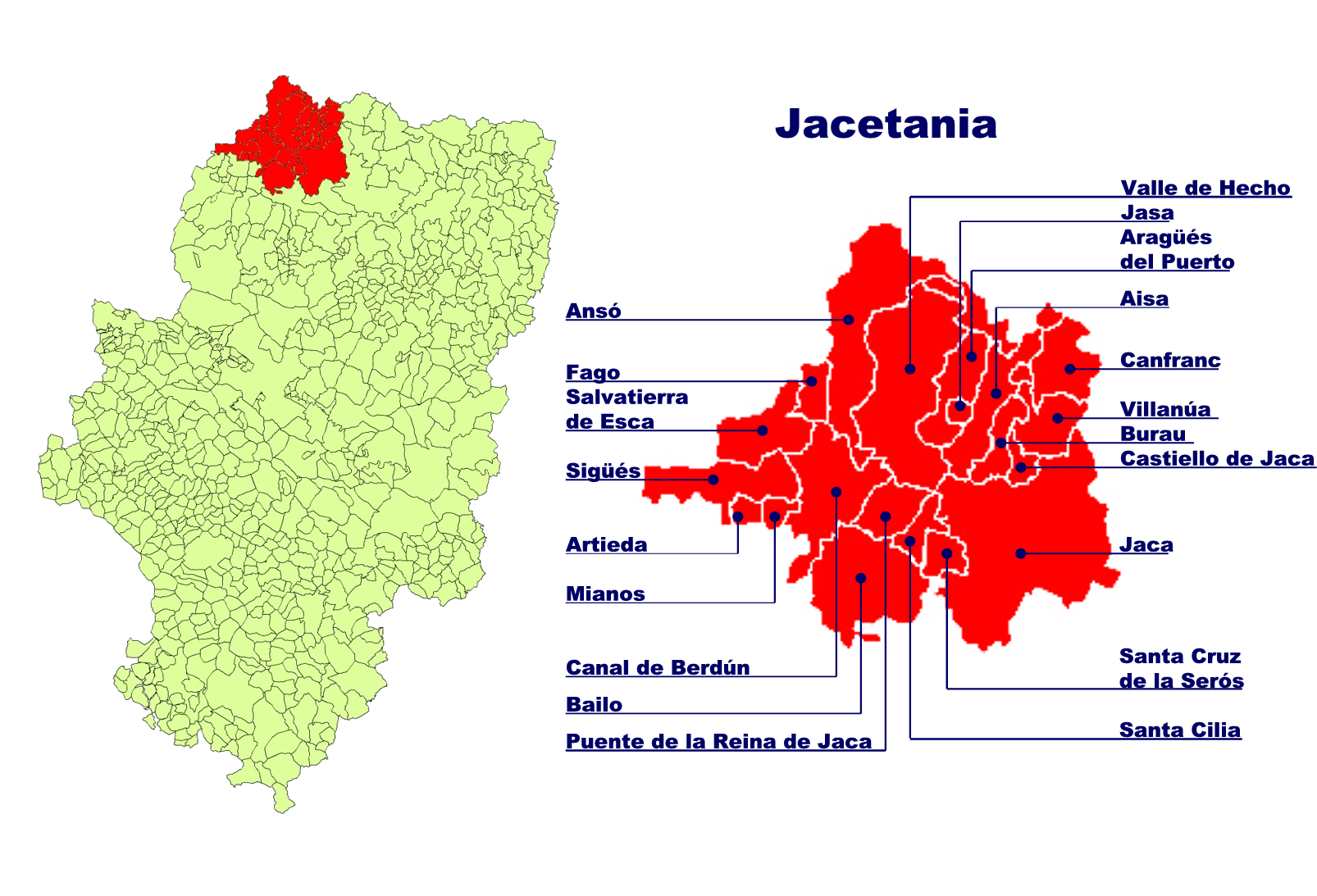
Territoire des communes en la comarque de la Jacetania (zone rouge, reste de l'Aragon en vert clair)

Localités limitrophes : À compléter

## Histoire
Les premiers restes de population permanente dans cette zone Pyrénéenne remontent au Néolithique (3 000 av. J.-C.) on retrouve plusieurs dolmens qui entourent ville et on a trouvé dans la Grotte des Güixas des restes de céramique et y compris des monnaies romaines qui font penser à un habitat permanent jusqu'au IVe siècle.
Bien que la première référence historique de Villanúa apparaisse dans le Cartulaire de Santa Cruz de la Serós en 992, la création de cette Ville nouvelle, d'hommes libres, avec des terres et des Droits reconnus par le Roi est antérieure, du IXe siècle, (il nommera 11 d’entre eux pour un conseil), elle fait suite au repeuplement avec des habitants béarnais et comme contrepouvoir au Seigneur d'origine wisigothique d'Aruej (VIe siècle) qui contrôlait la vallée qui se trouve face à Villanúa, bien qu'à cette époque la vallée était abandonnée.
Villanúa, peuple agricole, d'élevage et du bois, a atteint sa population maximale dans la seconde décennie du XXe siècle, en dépassant les 1 100 habitants grâce à la construction du chemin de fer du Canfranc, bien qu'existant une tradition de forte émigration vers l'Amérique latine et vers la France de ces fils cadets qui n'héritaient ni maison ni terres.
Entre les années 1960 et 1980 cette émigration s'est accentuée vers les villes et la population est descendue à 199 habitants.

## Administration
| Période | Période | Identité                      | Étiquette | Qualité |
| ------- | ------- | ----------------------------- | --------- | ------- |
| 1979    | 1983    |                               |           |         |
| 1983    | 1987    |                               |           |         |
| 1987    | 1991    |                               |           |         |
| 1991    | 1995    | Francisco Javier Gracia Barba | PSOE      |         |
| 1995    | 1999    | Francisco Javier Gracia Barba | PSOE      |         |
| 1999    | 2003    | Francisco Javier Gracia Barba | PSOE      |         |
| 2003    | 2007    | Luis Sieso Esteban            | PSOE      |         |
| 2007    | 2011    | Luis Terrén Sanclemente       | PSOE      |         |

## Démographie
| Évolution démographique | Évolution démographique | Évolution démographique | Évolution démographique | Évolution démographique | Évolution démographique | Évolution démographique | Évolution démographique | Évolution démographique | Évolution démographique | Évolution démographique | Évolution démographique | Évolution démographique | Évolution démographique | Évolution démographique | Évolution démographique | Évolution démographique | Évolution démographique | Évolution démographique |
| 1842                    | 1857                    | 1860                    | 1877                    | 1887                    | 1897                    | 1900                    | 1910                    | 1920                    | 1930                    | 1940                    | 1950                    | 1960                    | 1970                    | 1981                    | 1991                    | 2001                    | 2011                    | 2018                    |
| ----------------------- | ----------------------- | ----------------------- | ----------------------- | ----------------------- | ----------------------- | ----------------------- | ----------------------- | ----------------------- | ----------------------- | ----------------------- | ----------------------- | ----------------------- | ----------------------- | ----------------------- | ----------------------- | ----------------------- | ----------------------- | ----------------------- |
| 214                     | ..                      | ..                      | 907                     | 1012                    | 963                     | 959                     | 1114                    | 847                     | 682                     | 585                     | 551                     | 446                     | 323                     | 265                     | 283                     | 340                     | 512                     | 447                     |

## Patrimoine

### L’église deSan Esteban
Cette église date du XIe siècle, mais diverses modifications, particulièrement au XVIIe siècle, lui ont fait perdre ses caractéristiques romanes originelles.
La pièce la plus caractéristique est conservée dans une urne : il s’agit d’une Vierge à l’enfant, du Xe ou du début du XIe siècle, appelée « Notre-Dame des Anges ». Les spécialistes considèrent qu’il s’agit de l’une des meilleures sculptures romanes, pour ce qui est de la polychromie et de l’expressivité du visage.
L'église possède un saint Jacques polychrome du XVe siècle.

### Le centre historique
À l’instar de Borce, en vallée d’Aspe, son centre historique a conservé les témoignages d’une époque révolue, la fontaine des quatre sources, l’ancien hôtel de ville avec son portail et ses ouvertures gothiques, les blasons sur les maisons, les ruelles, venelles et passages, les écuries transformées en demeures.
C’est tout cet ensemble médiéval que le visiteur est conduit à découvrir avec tous ses sens, l’odeur du bois que dégagent les cheminées à la tombée du jour, le rythme lent et immuable de la terre.

### Le patrimoine naturel
La grotte de « Las Güixas », ouverte au tourisme depuis 1996, reçoit chaque année plus de 20 000 visiteurs.
Dans le sous-sol calcaire de la commune de Villanúa et de sa voisine Borau, se développe le réseau souterrain de Lecherines, dont la profondeur totale dépasse les mille mètres et la longueur dépasse les quinze kilomètres.

### Le patrimoine culturel
Les dolmens, le viaduc ferroviaire, l'ermitage de San Juan et les villages abandonnées de Cenarbe et Aruej, avec sa petite église romane du XIe siècle sont des motifs de promenade dans ce territoire traversé par la rivière de l'Aragón et par le Camino aragones, itinéraire du Pèlerinage de Saint-Jacques-de-Compostelle, avec sa fontaine des pèlerins.

## Culture et traditions
Les fêtes principales sont le 8 septembre (Nativité de la Vierge) et le 26 décembre (San Esteban).

## Images

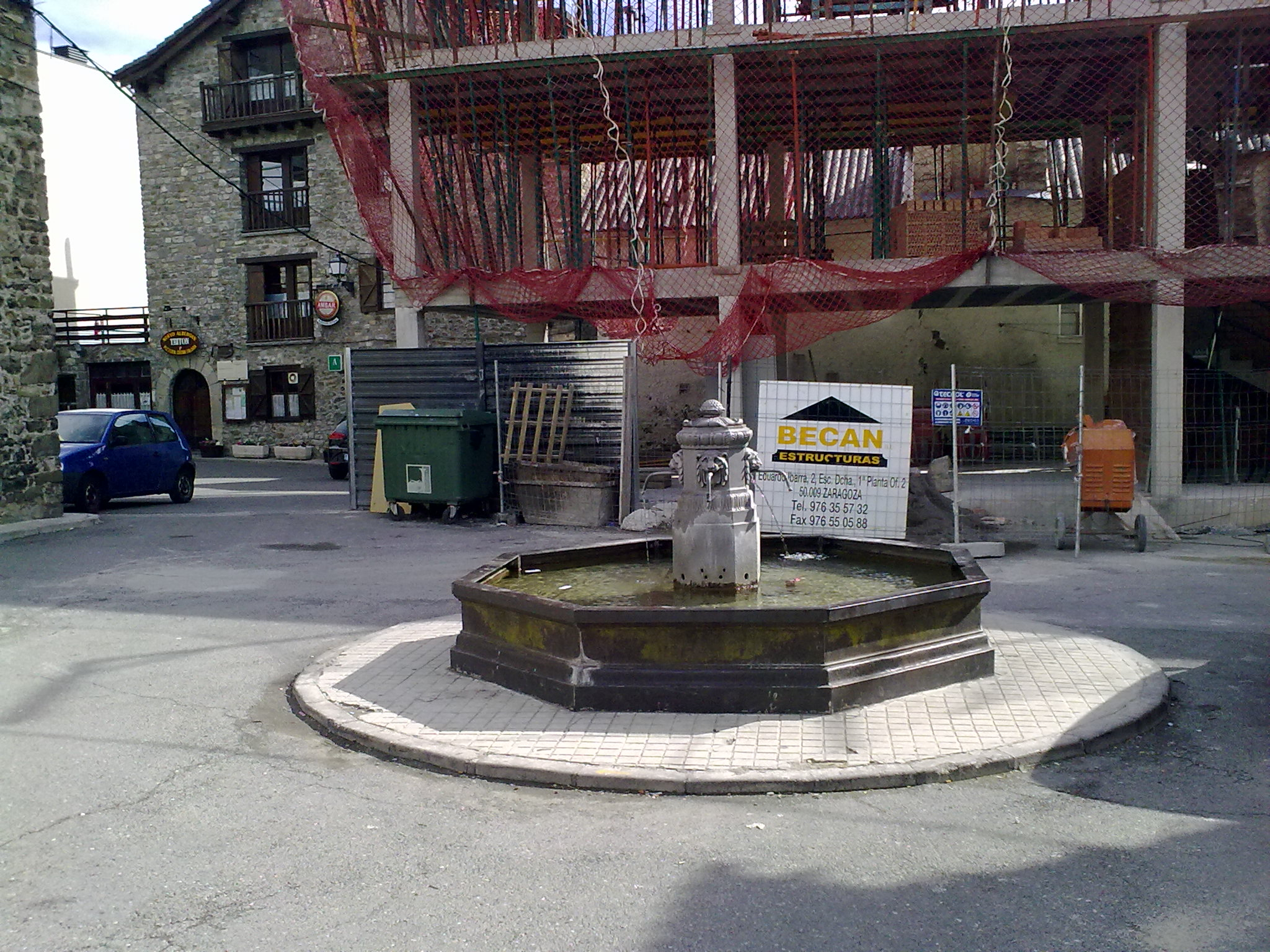
Villanúa, une fontaine.
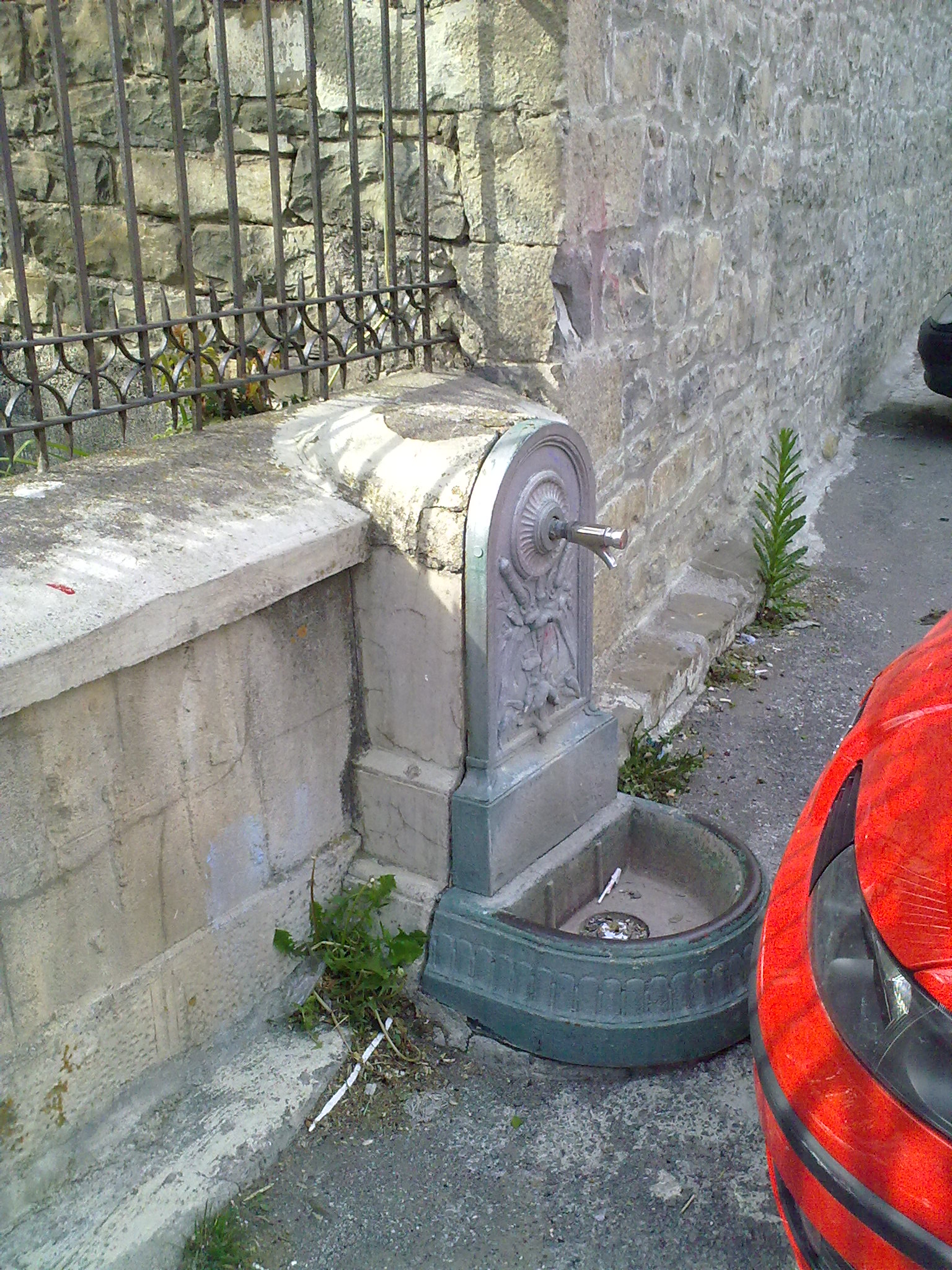
Villanúa, une autre fontaine2.
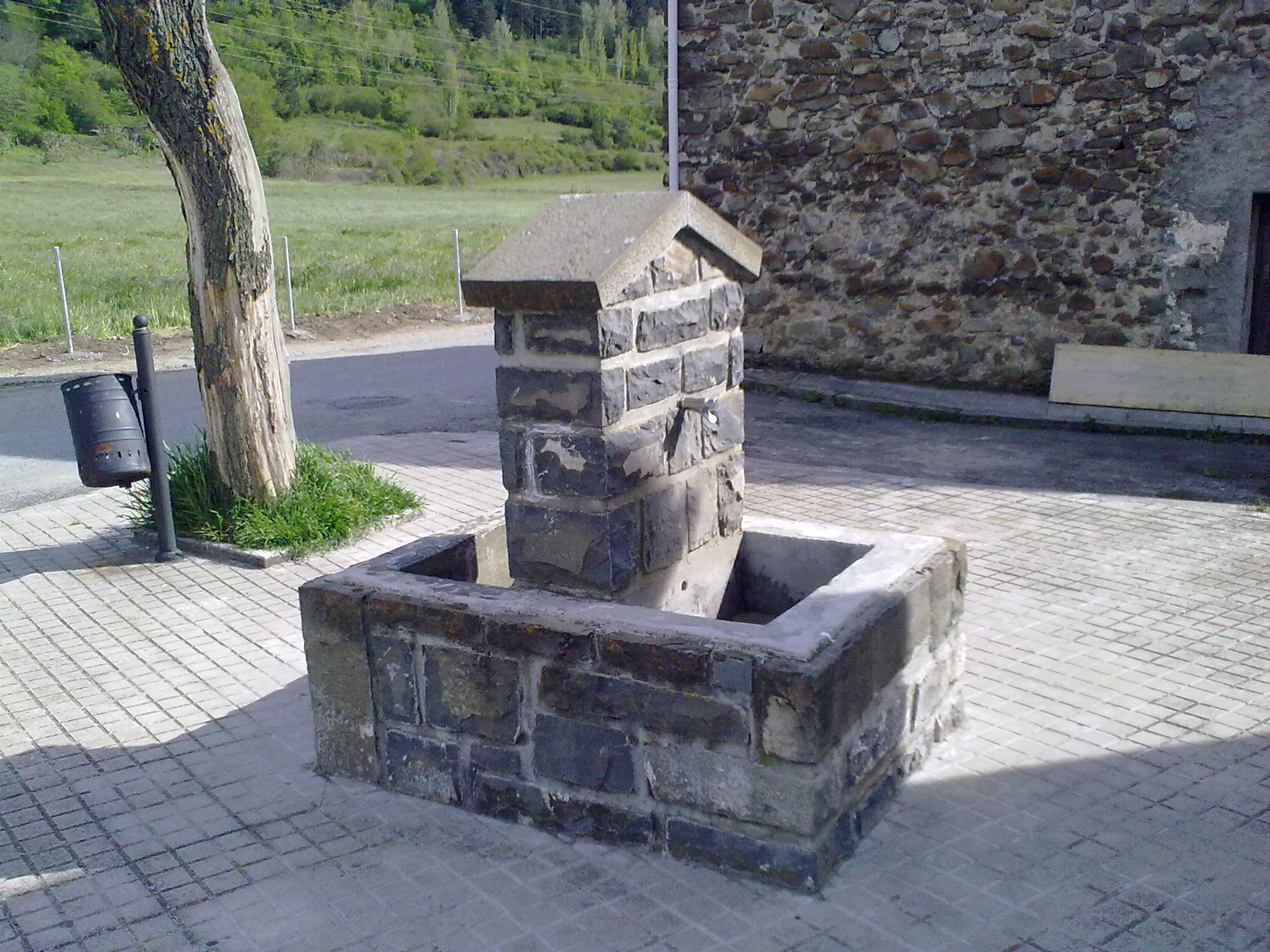
Villanúa, une autre fontaine.
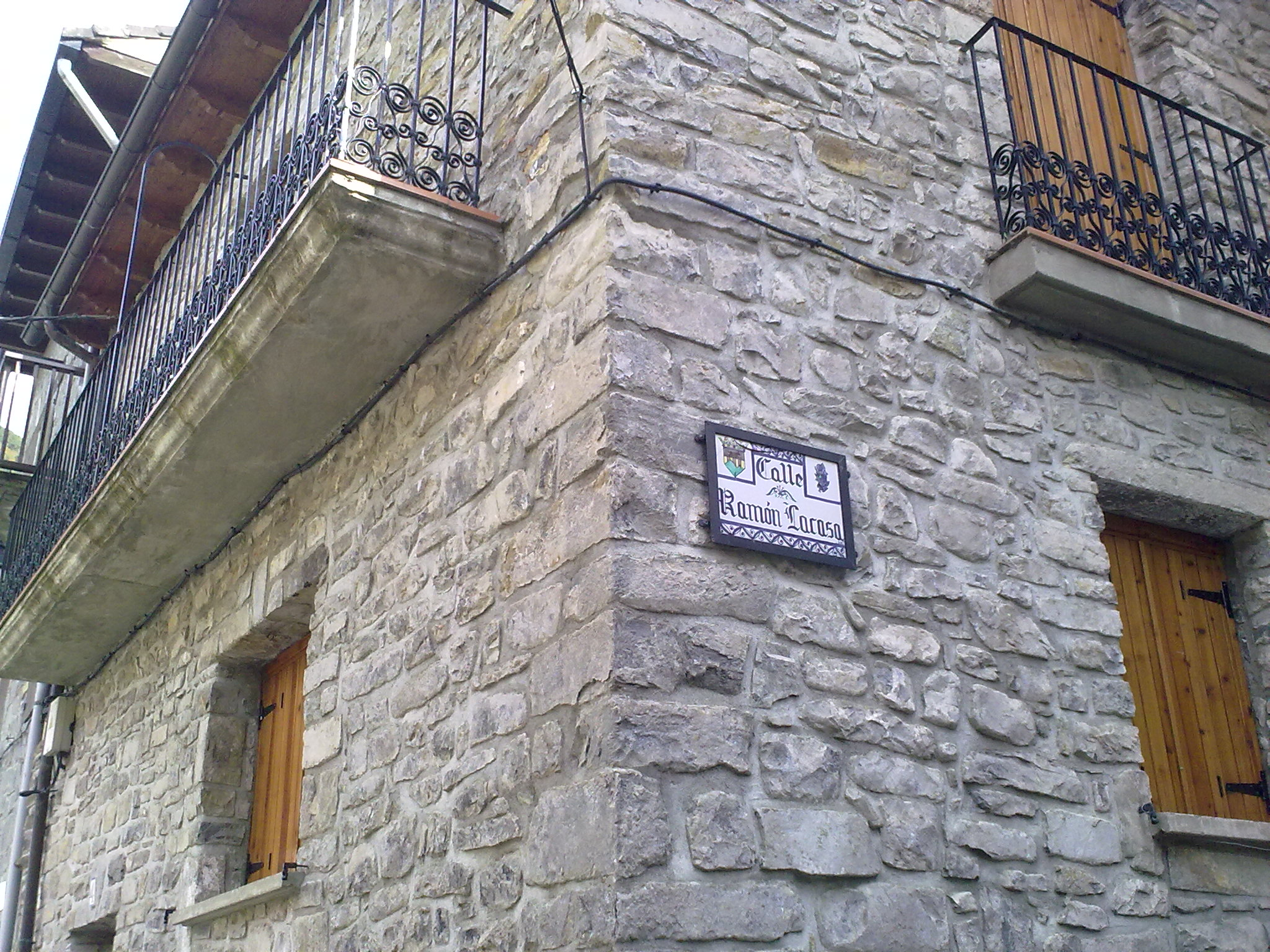
Villanúa, un panneau de rue typique.
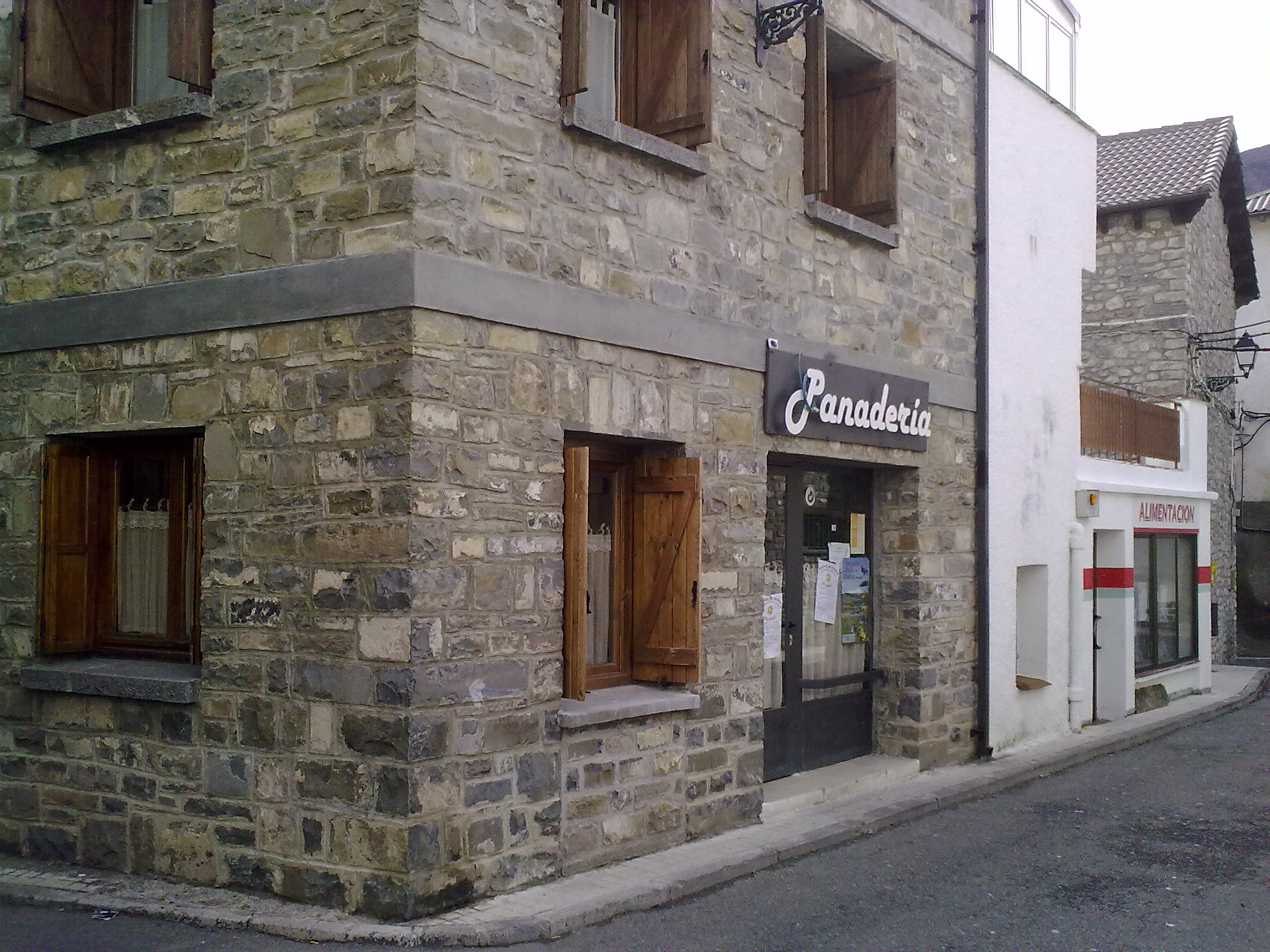
Villanúa, panaderia.
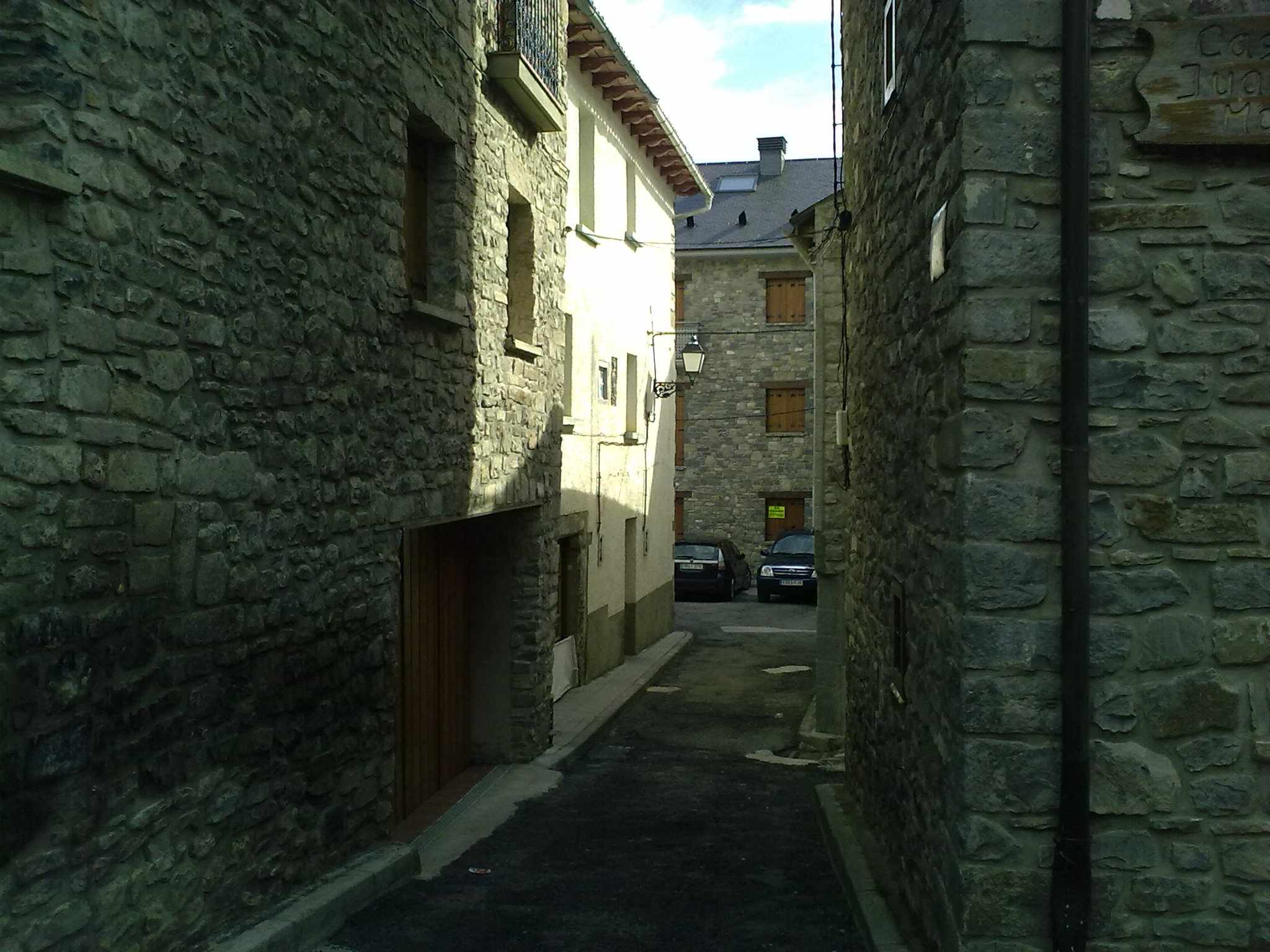
Villanúa, les ruelles, vue 2.
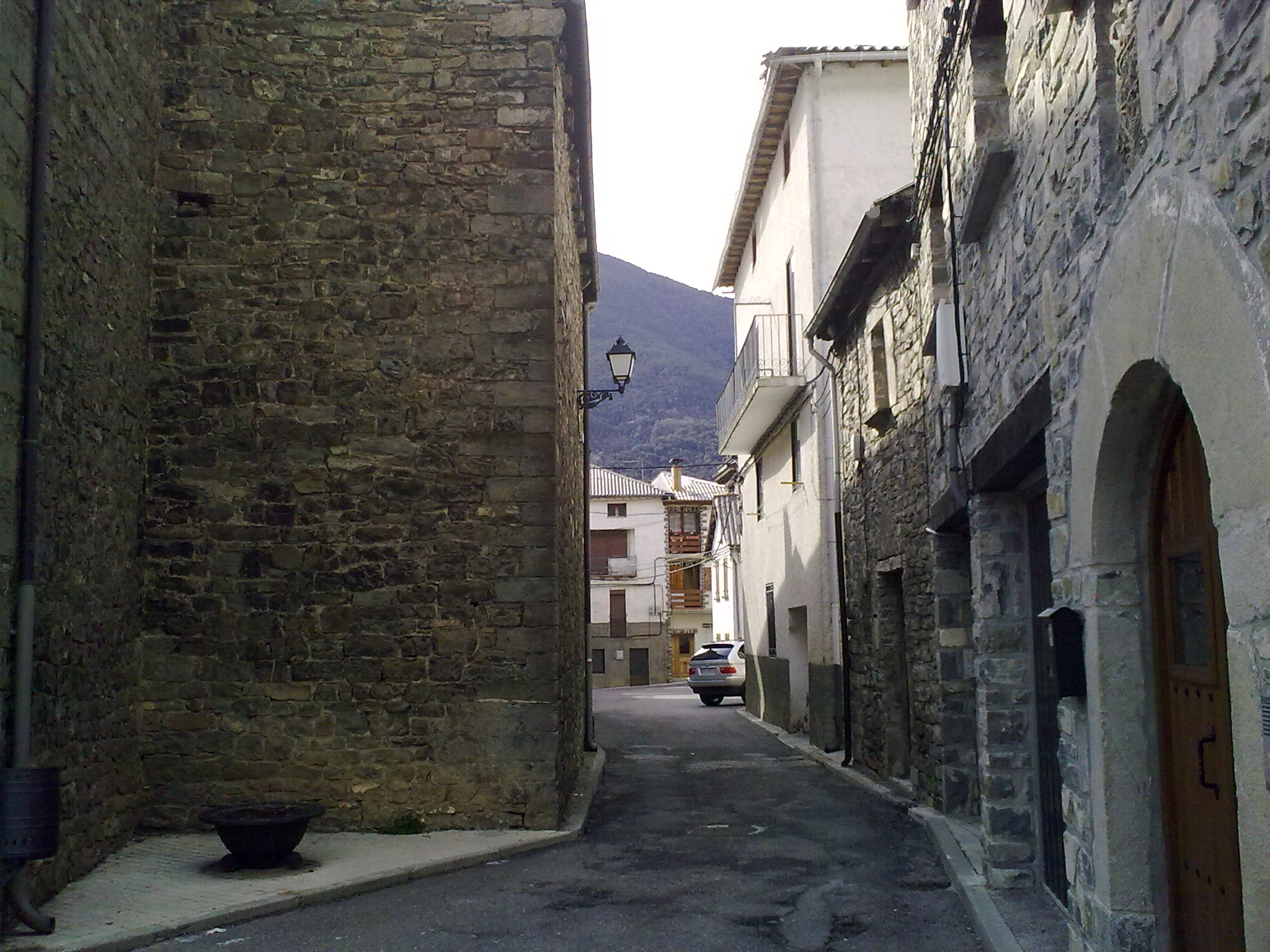
Villanúa, les ruelles vue 3.
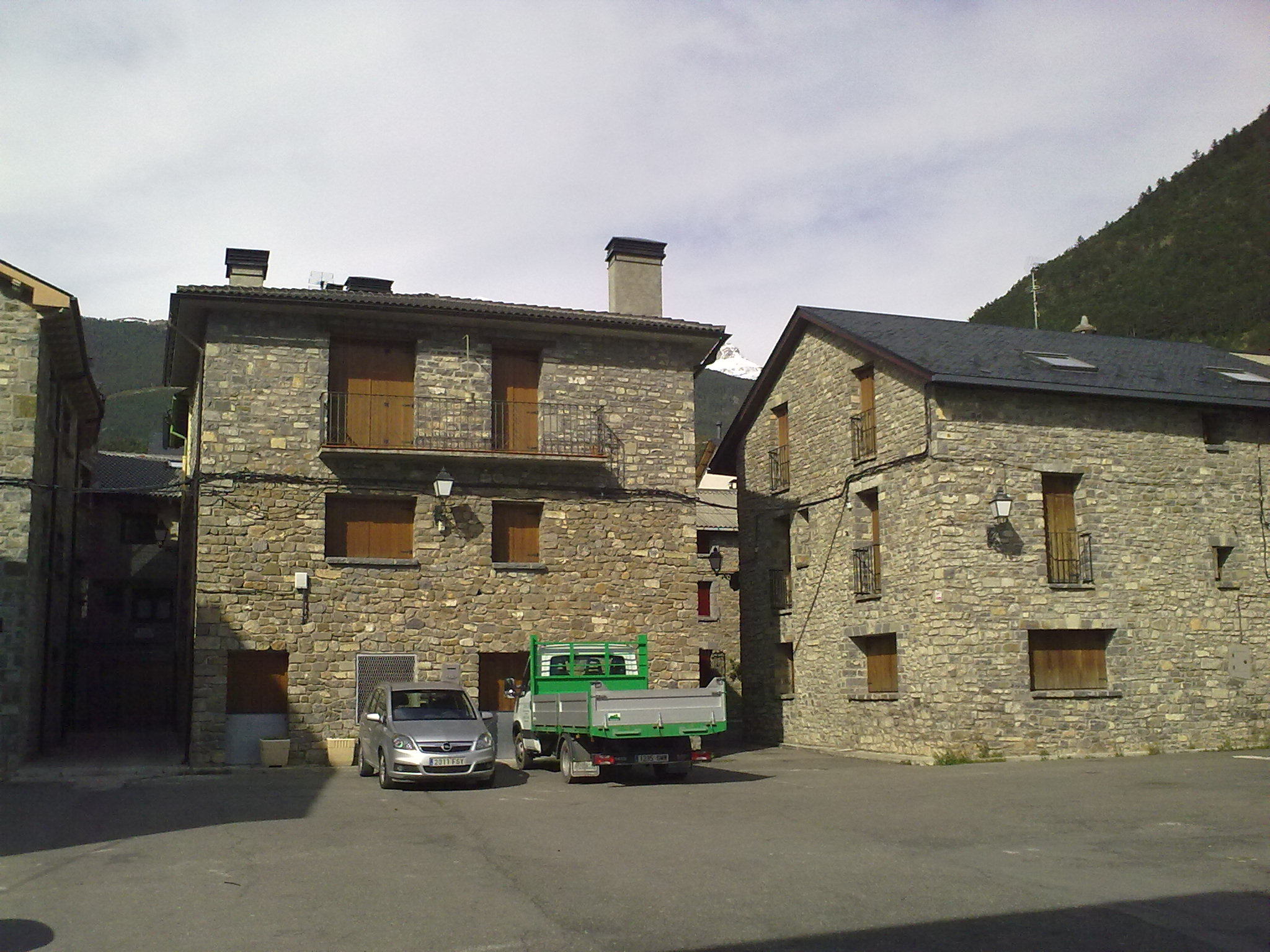
Villanúa, les maisons.
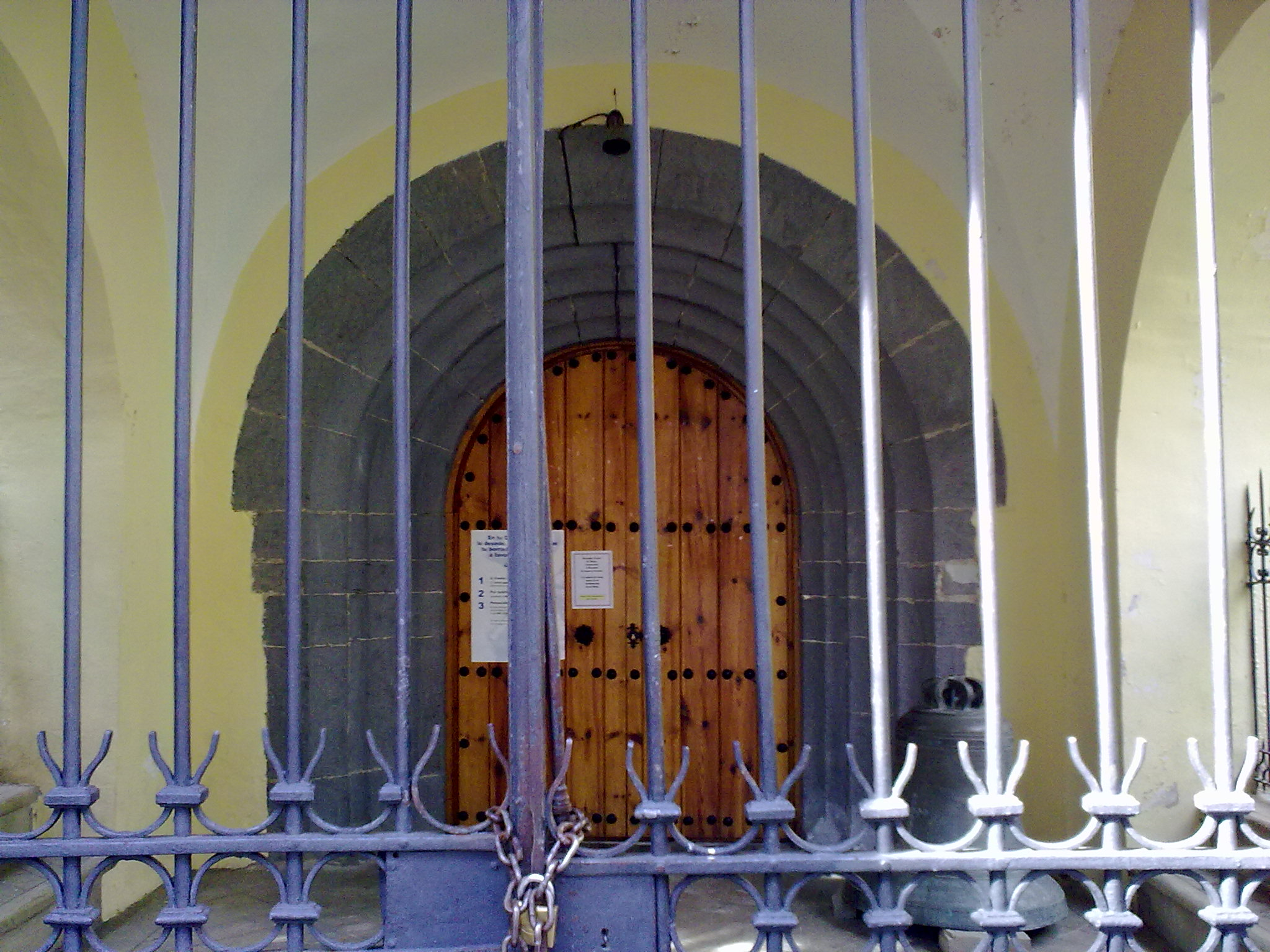
Villanúa, l'église, vue 4.
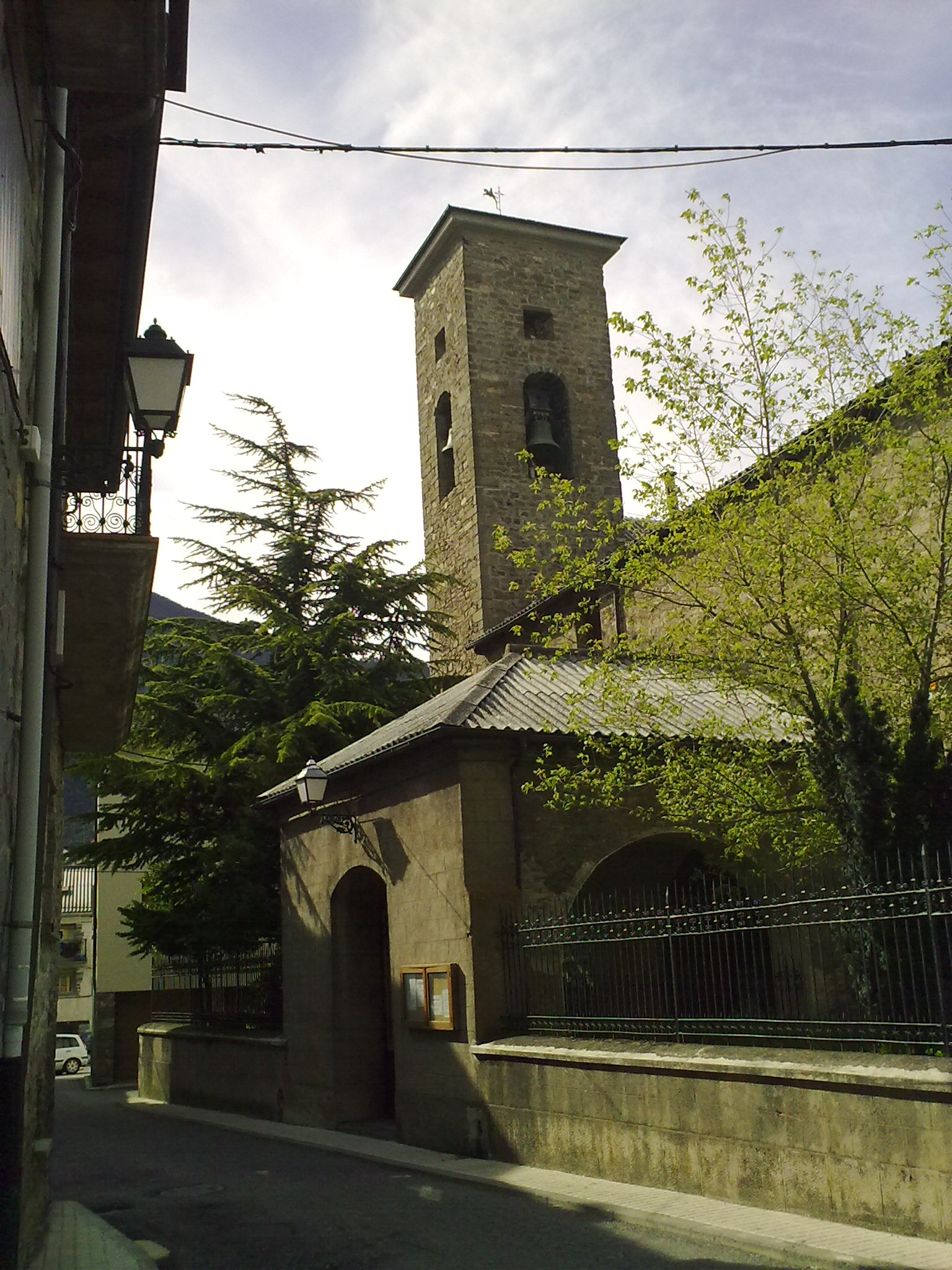
Villanúa, l'église, vue 2.
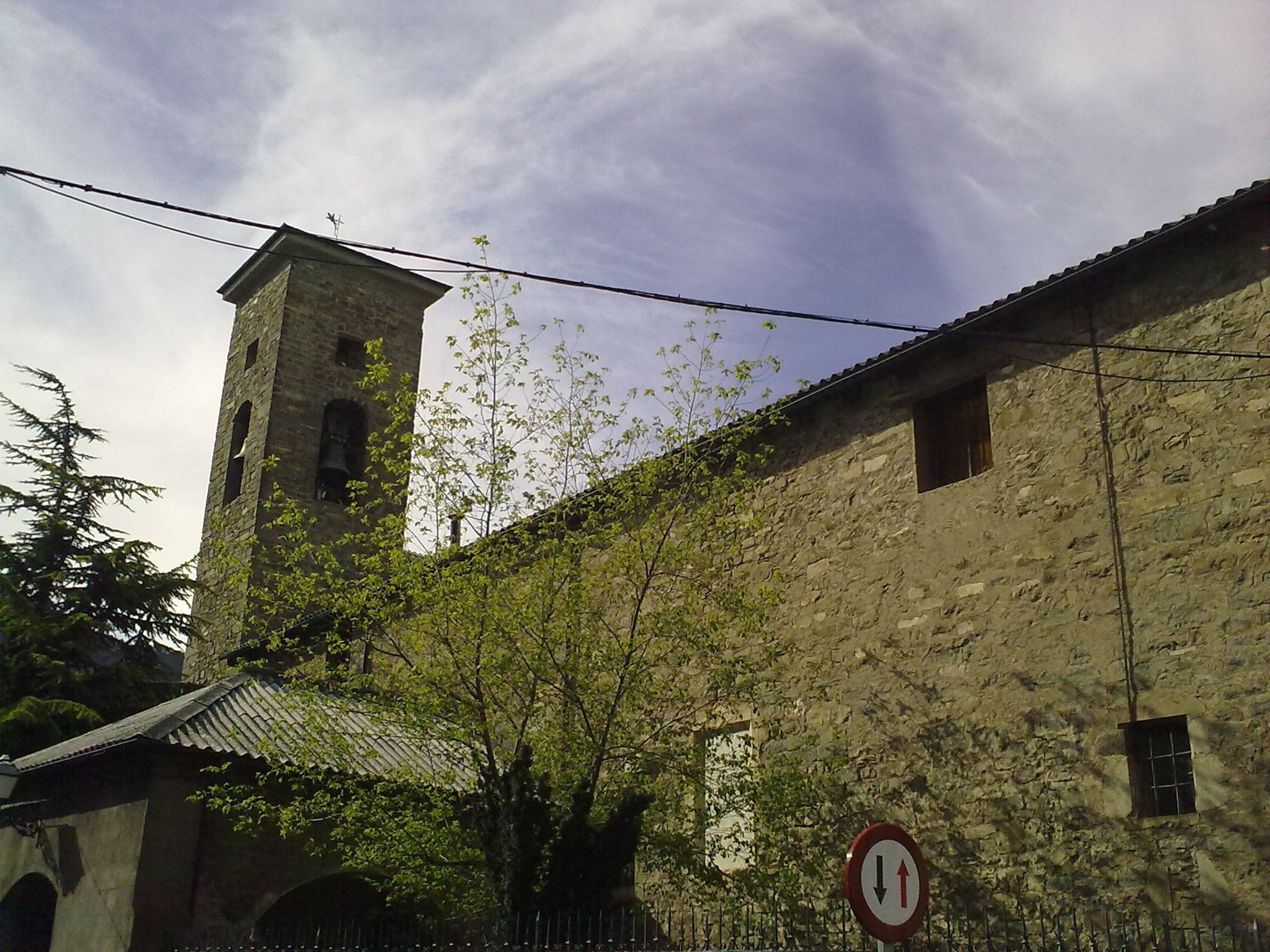
Villanúa, l'église, vue 1.
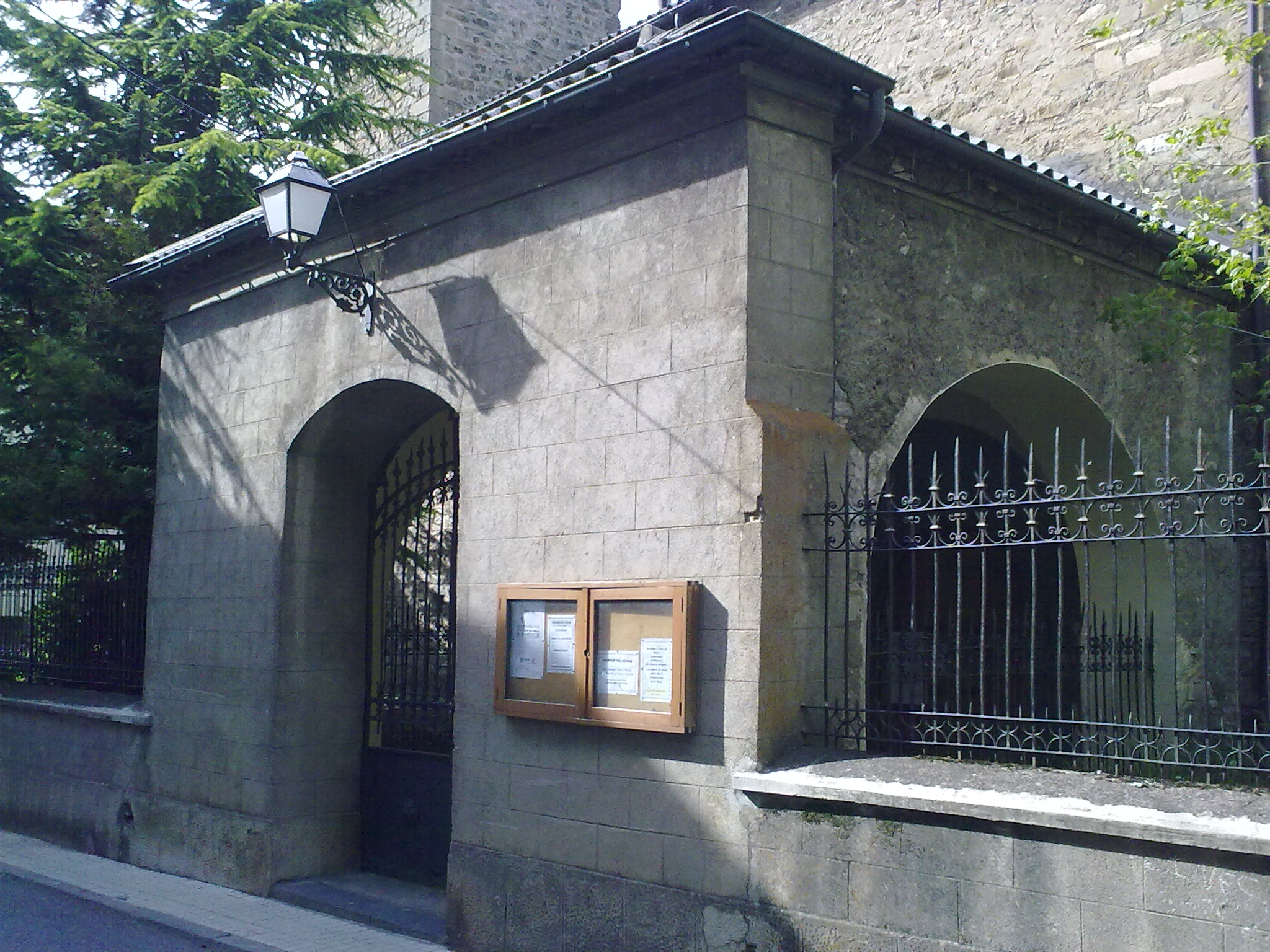
Villanúa, l'église vue 3.
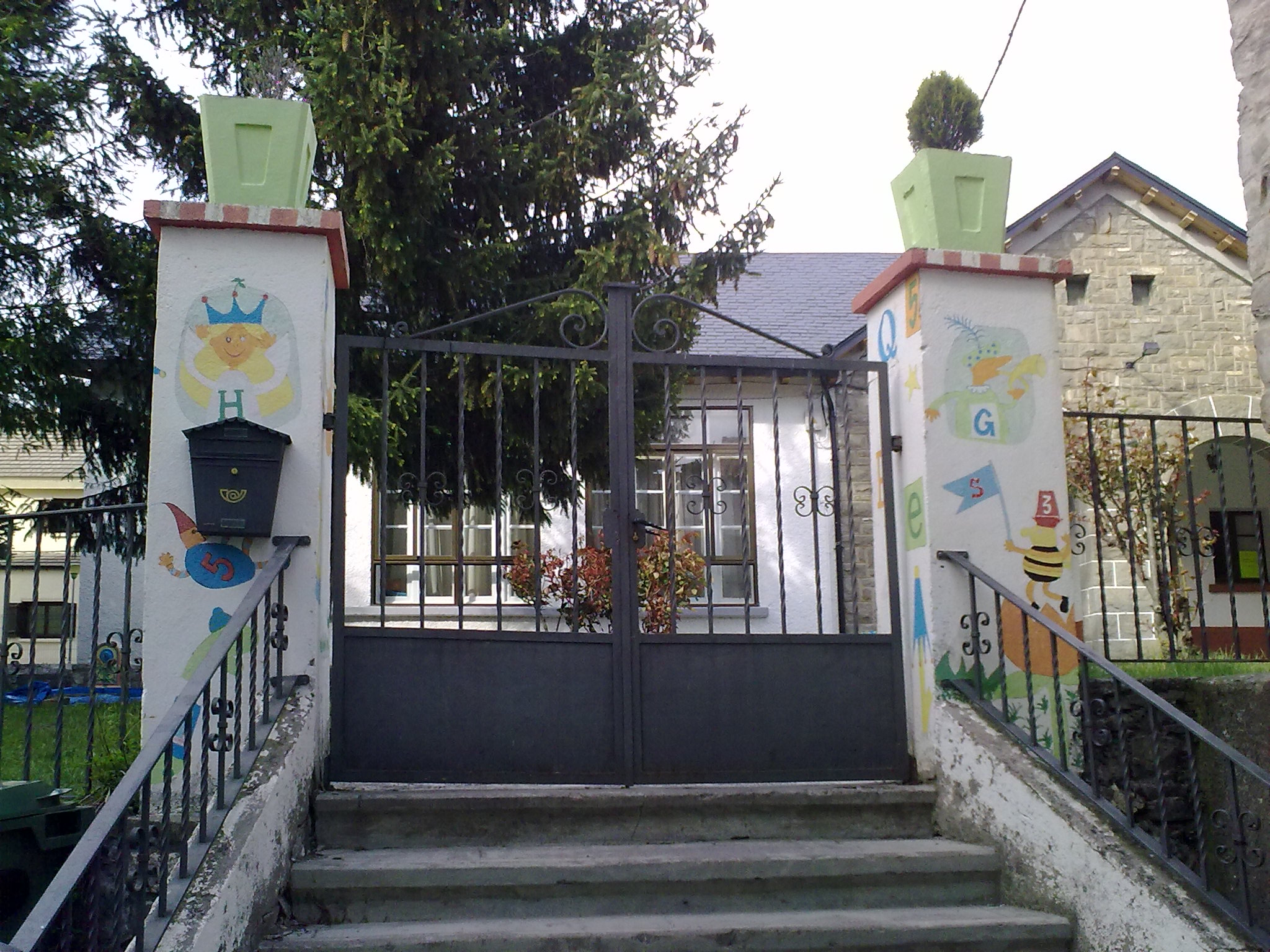
Villanúa, l'école.
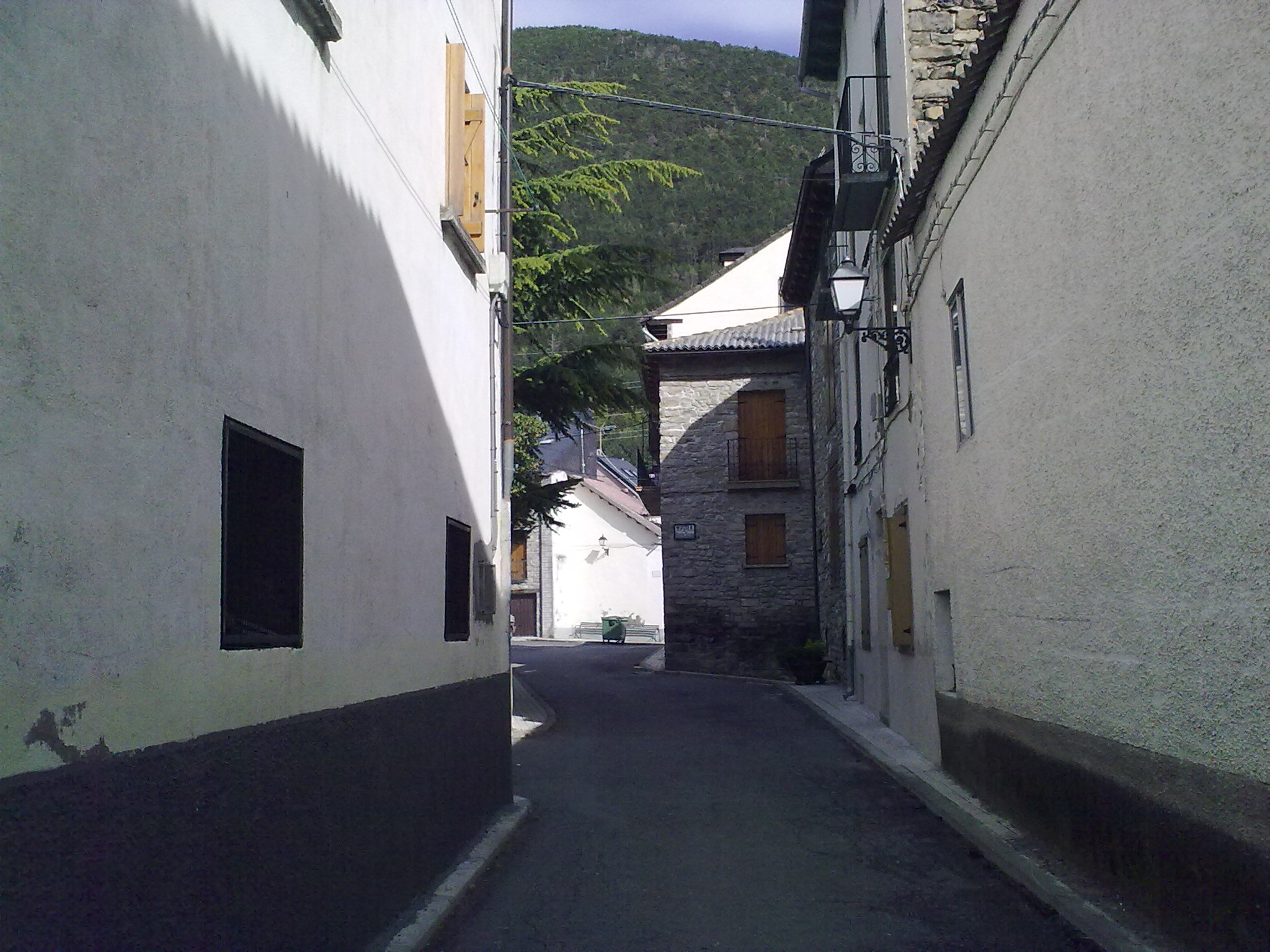
Villanúa, dans les ruelles vue 1.
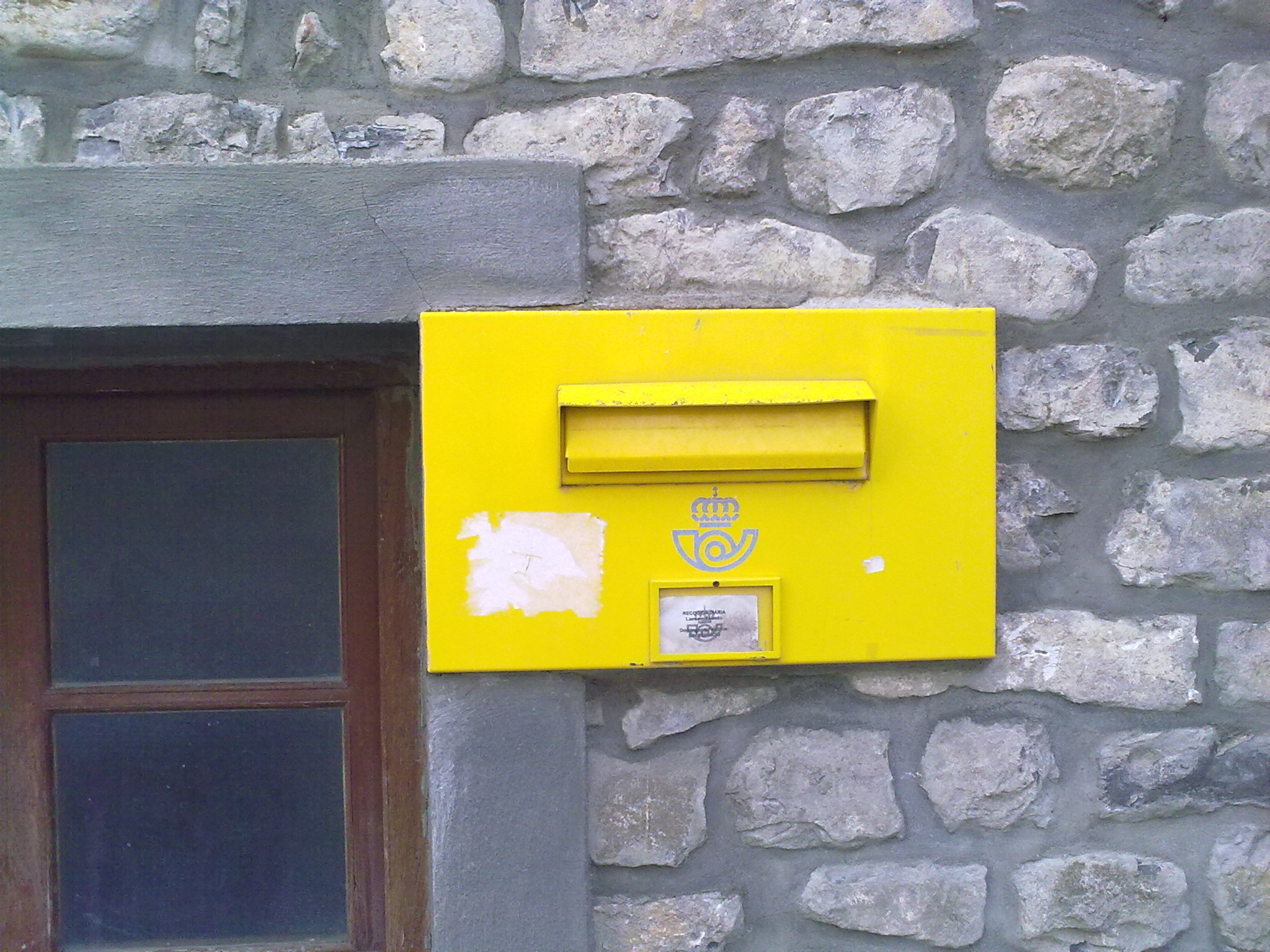
Villanúa, correos, la poste.
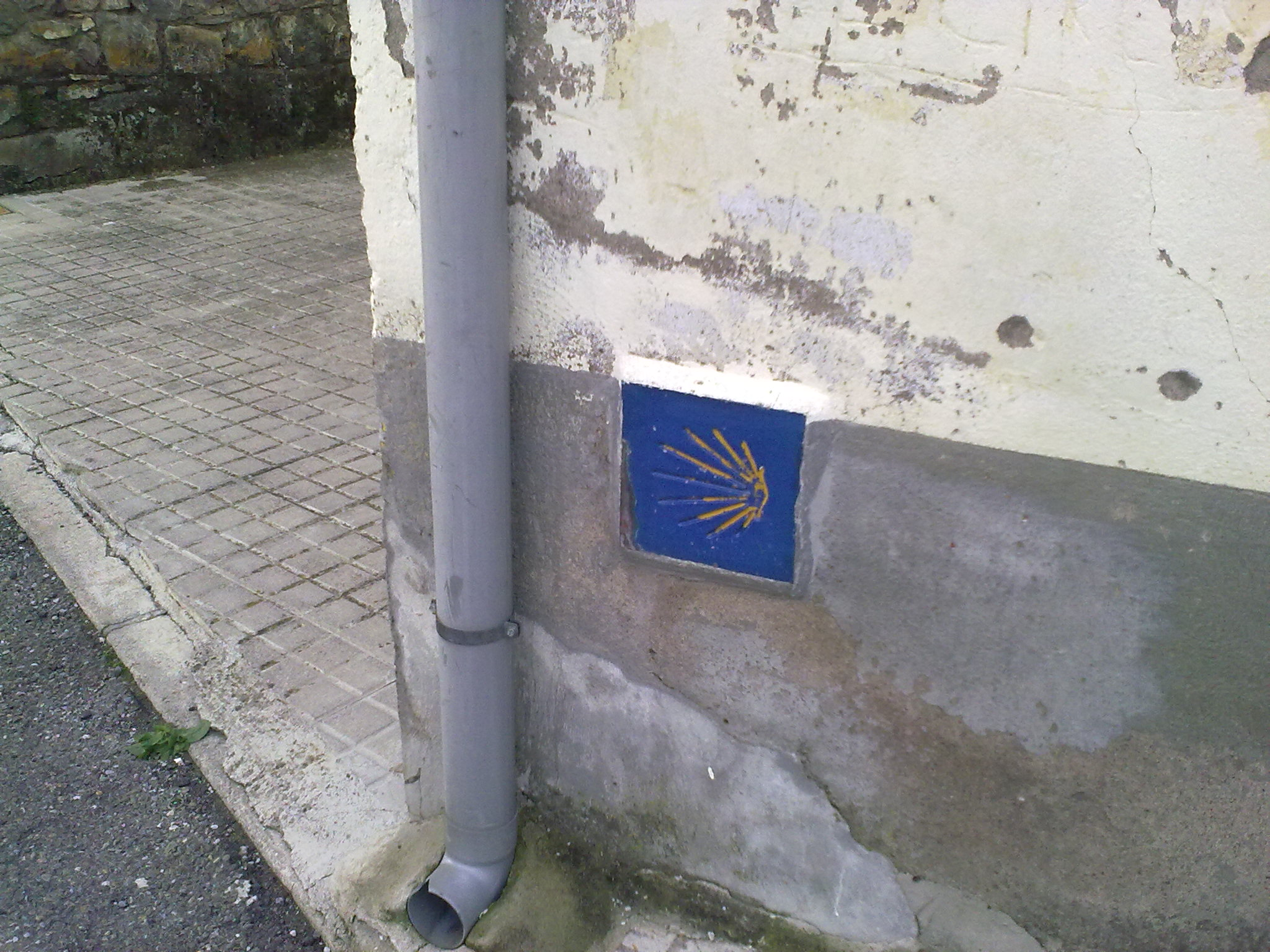
Villanúa, compostelle passe par le village.
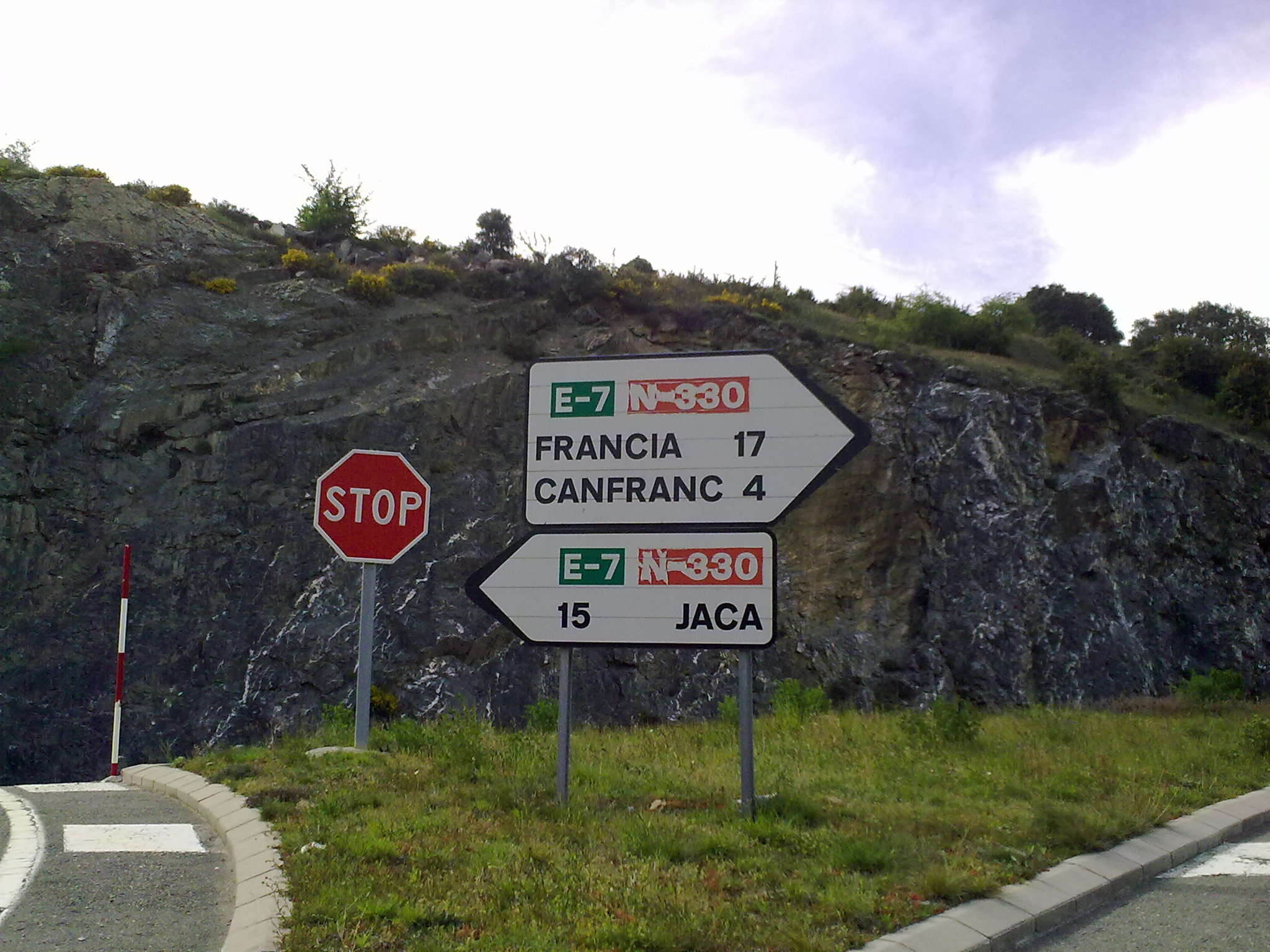
Villanúa, en sortant du village, des panneaux typique de l'Espagne.